# Погонич гавайський
Погонич гавайський (Zapornia sandwichensis) — вимерлий вид журавлеподібних птахів родини пастушкових (Rallidae). Був ендеміком Гавайських островів та зник у 19 столітті.

## Поширення
Погонич гавайський траплявся у східній частині острова Гаваї, і, можливо, також на Молокаї. Він відомий з субфосильних решток і ряду зразків, і був проілюстрований Вільямом Еллісом під час третьої подорожі Кука. Останній зразок був зібраний у 1864 році, а останнє спостереження у 1884, хоча у 1893 році було непідтверджене спостереження.